# Kecheng
Kecheng (en chino simplificado, 柯城区; pinyin, Kēchéng qū) es un distrito urbano bajo la administración directa de la ciudad-prefectura de Quzhou. Se ubica en la provincia de Zhejiang, este de la República Popular China. Su área es de 606 km² y su población total para 2010 superó los 400 mil habitantes.

## Administración
El distrito de Kecheng se divide en 18 pueblos que se administran en 8 subdistritos, 2 poblados. y 8 villas